# Favale di Malvaro
Favale di Malvaro (en ligur Favâ) és un comune italià, situat a la regió de la Ligúria i a la ciutat metropolitana de Gènova. El 2011 tenia 500 habitants.

## Geografia
Es troba a la vall del Malvaro, una vall lateral de la vall Fontanabuona, als vessants del mont Pagliaro (1.180 m), a l'est de Gènova, compta amb una superfície de 16,62 km² i les frazioni de Accereto, Alvari, Arena, Canavissolo, Cassottano, Castello, Collo, Malvaro, Monteghirfo, Ortigaro, Piano, Priagna, Rocca i Scoglio. Limita amb les comunes de Lorsica, Moconesi, Neirone i Rezzoaglio.